# 鄧迪少校
《鄧迪少校》（英語：Major Dundee），1965年美國好萊塢西部片電影，是「血腥暴力派」祖師山姆·畢京柏成名作，此片已廣被電影學界公認為西方動作片「暴力主義」起端至今，具里程碑意義（在這以前美國電影沒有如此持續數十分鐘皆暴力鏡頭），以美國著名騎兵隊為故事背景，攻擊鄰國弱國墨西哥且無情追擊少數民族印第安人，在相當程度上嚴厲批判美國霸權主義心態令人反感非議；主題曲“鄧迪少校”相當陽剛豪邁動聽。

## 剧情简介
- 1865年美國南北戰爭結束，美國政府馬兵追勦印第安人至墨西哥境內，導致部份墨軍也反抗美軍……
- 在最後決戰時美國馬兵與另外兩支敵軍，在河裡三方大混戰！近十餘分鐘只有人被宰斬慘叫哀號及枪声馬嘶叫，沒有人說話；鏡頭過於血腥，彩色電影至此改為黑白淡化處理；影片戰鬥極為慘烈，未成年不宜觀賞此片。